# DJ Lethal

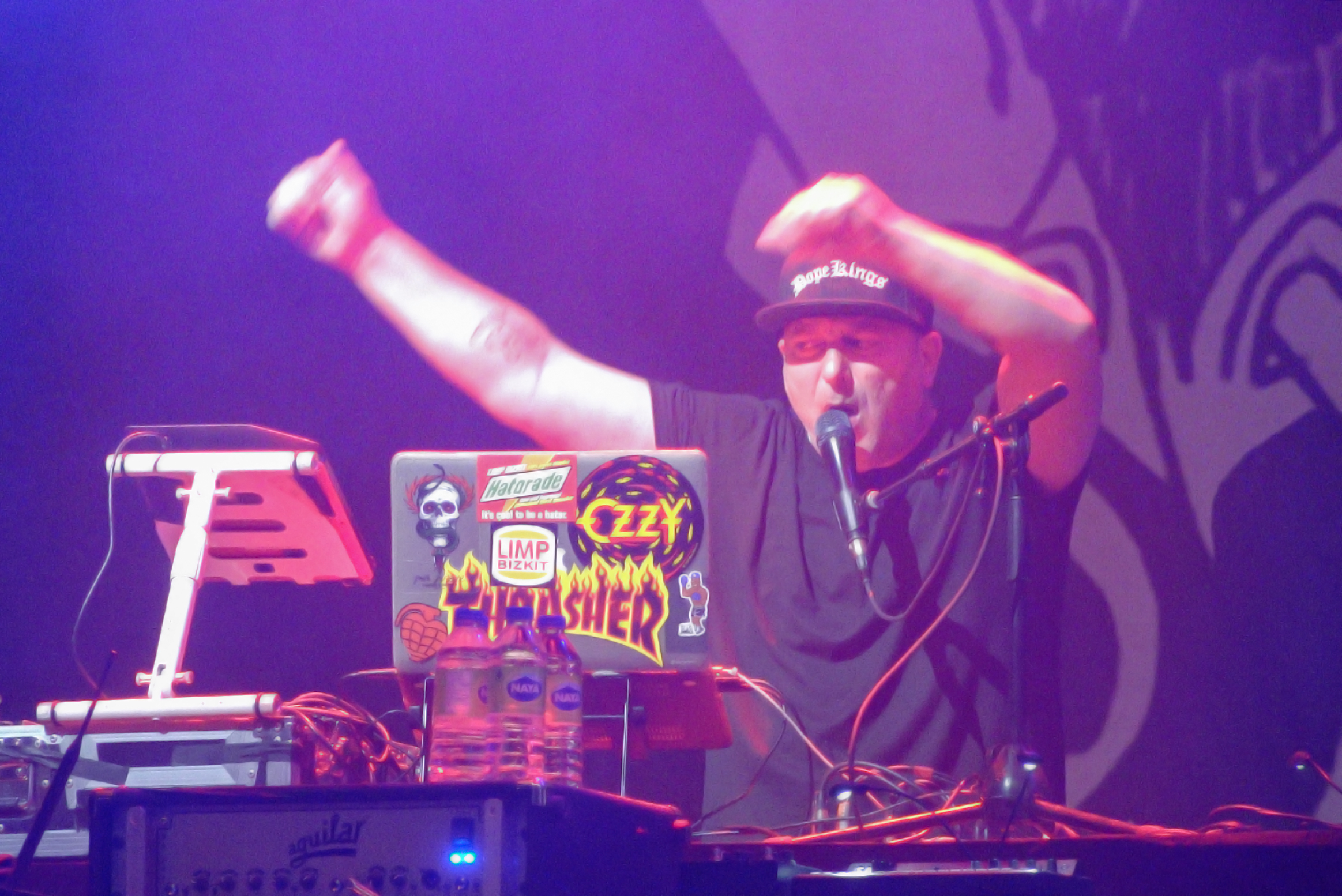
DJ Lethal (2019)

DJ Lethal (auch: Leor (Lee) DiMant, richtiger Name: Leors Dimants, * 18. Dezember 1972 in Riga, Lettische SSR) ist ein US-amerikanischer DJ lettischer Abstammung.

## Leben
Leors Dimants wurde im lettischen Riga geboren, das damals noch zur Sowjetunion gehörte. Seinen ersten Kontakt zur Musik bekam er durch seinen Vater Grisha Dimant (1951–2007), der Gitarrist einer Rock-Band war.
Im Jahre 1979, als Lethal sieben Jahre alt war, verließ er mit seiner Familie illegal die UdSSR in Richtung Italien, wo sie ein Jahr blieben, bevor sie Visa beantragten. Ihnen wurde dann erlaubt, entweder nach Toronto, Los Angeles oder New York City zu ziehen. Seine Eltern entschieden sich für New York. Dort trat sein Vater in verschiedenen russischen Bars und Restaurants, vor allem in Brighton Beach, auf.
DiMant und seine Eltern lebten eine Zeit lang in Jersey City. Dort kam er zum ersten Mal in Kontakt mit Hip-Hop, als seine Schule eine Talent-Show veranstaltete, bei der mehrere Schüler einen Rap-Song vortrugen, was DiMant begeisterte. Seine Familie zog 1987 nach Los Angeles, als sein Vater einen Job in einem neuen russischen Restaurant bekam. Dort interessierte er sich schnell für die Hip-Hop-Kultur, u. a. Breakdance und Graffiti. Bevor er DJ wurde, begann er als Beatboxer. Durch das Benutzen der Turntables und des Mischpults eines Freundes arbeitete er später als DJ.
In einem Interview mit der lettischen Zeitung Diena im Jahre 2009 bekräftigte DiMant, dass er sich, trotz seiner vielen Jahre in den USA, immer noch „lettisch“ fühle. Diese Verbindung kommt daher, dass er dort geboren wurde und seine Großmutter, andere Verwandte und viele Freunde der Familie dort leben. Er erwähnte Laima Vaikule als wichtige Freundin der Familie, die ihn ermutigte, Kontakt mit seinem Geburtsland zu unterhalten.
Nachdem er zwei Mal Lettland nach seiner Unabhängigkeit besucht hatte, bekundete Dimant positive Gefühle für dieses Land.
Während seiner Kindheit in Riga sprach er zu Hause und in der Schule vor allem Russisch. Er sagte, seine Eltern konnten Lettisch sprechen, aber wollten nicht, dass ihr Sohn es lernt, so dass sie private Konversationen führen konnten, ohne dass er diese verstehen konnte. Trotzdem kann sich Dimant immer noch an verschiedene Sätze auf Lettisch erinnern, zum Beispiel „Nevajag viņam!“ ('Er braucht [es] nicht!')

## Karriere

### Everlast und House of Pain
Ende der 1980er Jahre freundete sich DiMant mit einer Rapperin an, die zu diesem Zeitpunkt mit dem Rapper Everlast liiert war. Als Everlast gerade auf eine Europa-Tournee mit Ice-T und Rhyme Syndicate gehen wollte, sprach er davon, dass er gerne DiMant beatboxen hören würde und sie trafen sich. Everlast war beeindruckt von seinen Fähigkeiten und er lud DiMant ein, sein DJ bei der kommenden Tour zu sein. DiMant, der damals gerade mal 16 Jahre alt war, nahm an und beendete die Schule.
Nach der Tournee wurde im Jahre 1990 Everlasts erstes Soloalbum, inklusive eines Liedes mit DiMant, veröffentlicht. Es fiel sowohl bei Kritikern als auch bei den Verkaufszahlen durch.
Darauf folgend entschieden sich Everlast und DiMant, jetzt als DJ Lethal auftretend, eine Band zu gründen und mit dem Beitritt von Everlasts High-School-Freund Danny Boy wurde House of Pain gegründet. Das gleichnamige 1992er Debütalbum bekam mehrfach Platin und ist vor allem für die von DJ Muggs produzierte Hitsingle Jump Around und das von DJ Lethal produzierte Lied Shamrocks and Shenanigans bekannt. Ein zweites Album wurde 1994 veröffentlicht.
Im Jahre 1996, am Abend vor der Veröffentlichung des von Everlast und DJ Lethal produzierten dritten Albums der Gruppe, geriet die Sache ins Stocken. Lethal behauptet, es begann zu nerven und machte einfach keinen Spaß mehr. Am Tag bevor das Album erschien, löste sich die Band auf.

### Limp Bizkit
Auf der letzten Tour von House of Pain wurde Limp Bizkit, eine aufstrebende Band aus Jacksonville, Florida, als Vorgruppe engagiert. DJ Lethal und die Band freundeten sich an und später beauftragte Limp Bizkit ihn, bei ihren Aufnahmen mitzuarbeiten. Schließlich fragte die Band ihn, ob er ihnen beitreten wolle, was Lethal annahm. Limp Bizkit wurde eine der beliebtesten Nu-Metal-Bands der späten Neunziger und frühen 2000er Jahre, in denen sie weltweit 35 Millionen Platten verkauften.
DJ Lethal wollte, dass seine Mitarbeit an den Aufnahmen der Band origineller wird als von typischen DJs in Bands dieser Zeit. Auf Limp-Bizkit-Alben wird ihm das „Spielen“ der Turntables zugeschrieben, genau wie Wes Borland das „Spielen“ der Leadgitarre zugeschrieben wird.
Am 1. April 2012 gab Limp Bizkit auf ihrer offiziellen Facebook-Seite bekannt, dass DJ Lethal und Schlagzeuger John Otto kein Bestandteil der Band mehr sind. Grund hierfür sind laut Band Drogenprobleme und ihr „zerstörerischer Lebensstil“.
Am 3. April gab Fred Durst bekannt, dass die Dinge mit John Otto in die richtige Richtung gehen. Somit trennt sich Limp Bizkit nur von DJ Lethal. Am 12. Oktober 2012 wurde bekannt, dass DJ Lethal wieder Teil der Band sei, nachdem er sich offiziell entschuldigt hatte. Kurz darauf verließ er die Band jedoch abermals.

### La Coka Nostra
Momentan ist DJ Lethal auch beim Underground Hip-Hop-Projekt La Coka Nostra tätig. Dort arbeitet er mit seinen früheren House-of-Pain-Kollegen Everlast und Danny Boy sowie Ill Bill (Non Phixion), Slaine (Special Teamz) und Big Left (Underground Professionalz) sowie weiteren Künstlern zusammen.

### Features
Neben der Arbeit mit seinen Bands produziert DJ Lethal Platten in seinem Studio in Hollywood. Er arbeitet für Künstler wie Scott Harris und bereitet auch sein lange geplantes Soloalbum vor, das Beiträge von will.i.am, Ol’ Dirty Bastard, Chester Bennington, Kurupt, Cypress Hill, Redman, Tha Alkaholiks, Rock von Heltah Skeltah, Pharoahe Monch, Chino XL, Diamond D, Dilated Peoples, Yung Berg, Method Man, Talib Kweli, Bun B und einigen mehr enthalten soll.

## Kontroverse mit Eminem
2001 kam es zu vermehrt verbalen Auseinandersetzungen zwischen Lethal und dem US-amerikanischen Rapper Eminem. Grund dafür war laut Eminem ein Interview Lethals, in dem dieser sagte: „Ich respektiere Eminem sehr, doch ich denke in einem physischen Kampf zwischen ihm und Everlast würde er verlieren.“ Eminem veröffentlichte daraufhin den Diss-Track Girls, der auf dem Album Devils Night seiner Hip-Hop Formation D12 zu hören ist.